# Rocca Sforzesca (Soncino)
La Rocca Sforzesca di Soncino, in provincia di Cremona, in Lombardia, è una delle più tipiche rocche legata agli schemi del castello visconteo della pianura padana del Quattrocento, fu eretta tra il 1473 e il 1475. La consegna dei lavori della nuova Rocca provocò alcune complicazioni e nel dicembre del 1475 non era stata ancora effettuata. Pur non avendo documentazione certa, si suppone che la conclusione dei lavori sia avvenuta nei primi mesi del 1476. La rapidità di edificazione fu resa possibile utilizzando unicamente materiali laterizi, riducendo le opere in pietra alle sole parti di collegamento dei ponti levatoi.
La Rocca è un esempio completo e interessante di opera militare ed ebbe un ruolo fondamentale nella difesa dell'area sino al 1536.

## Storia

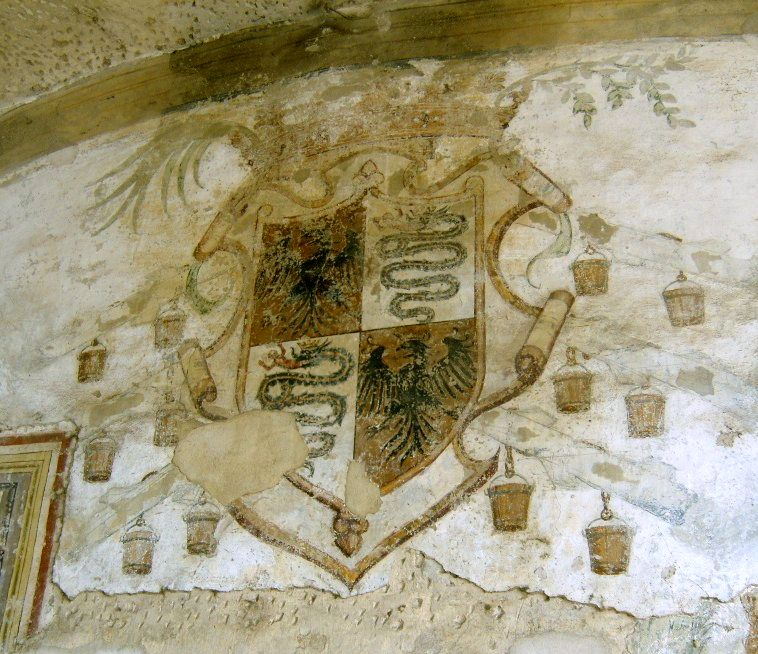
Stemma della famiglia Sforza all'interno della Cappella

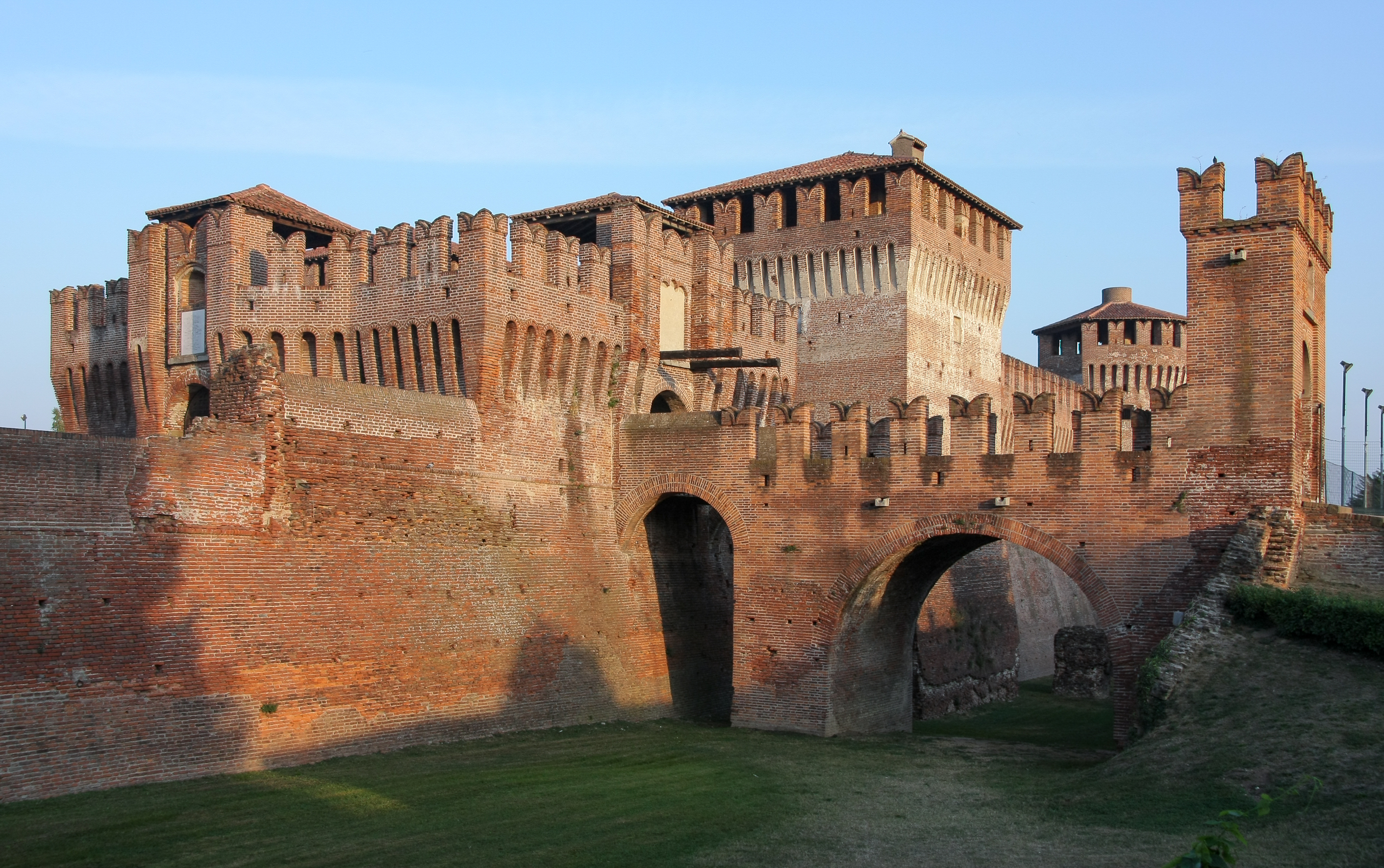
Veduta da Nord-Ovest

### La costruzione dell'attuale rocca

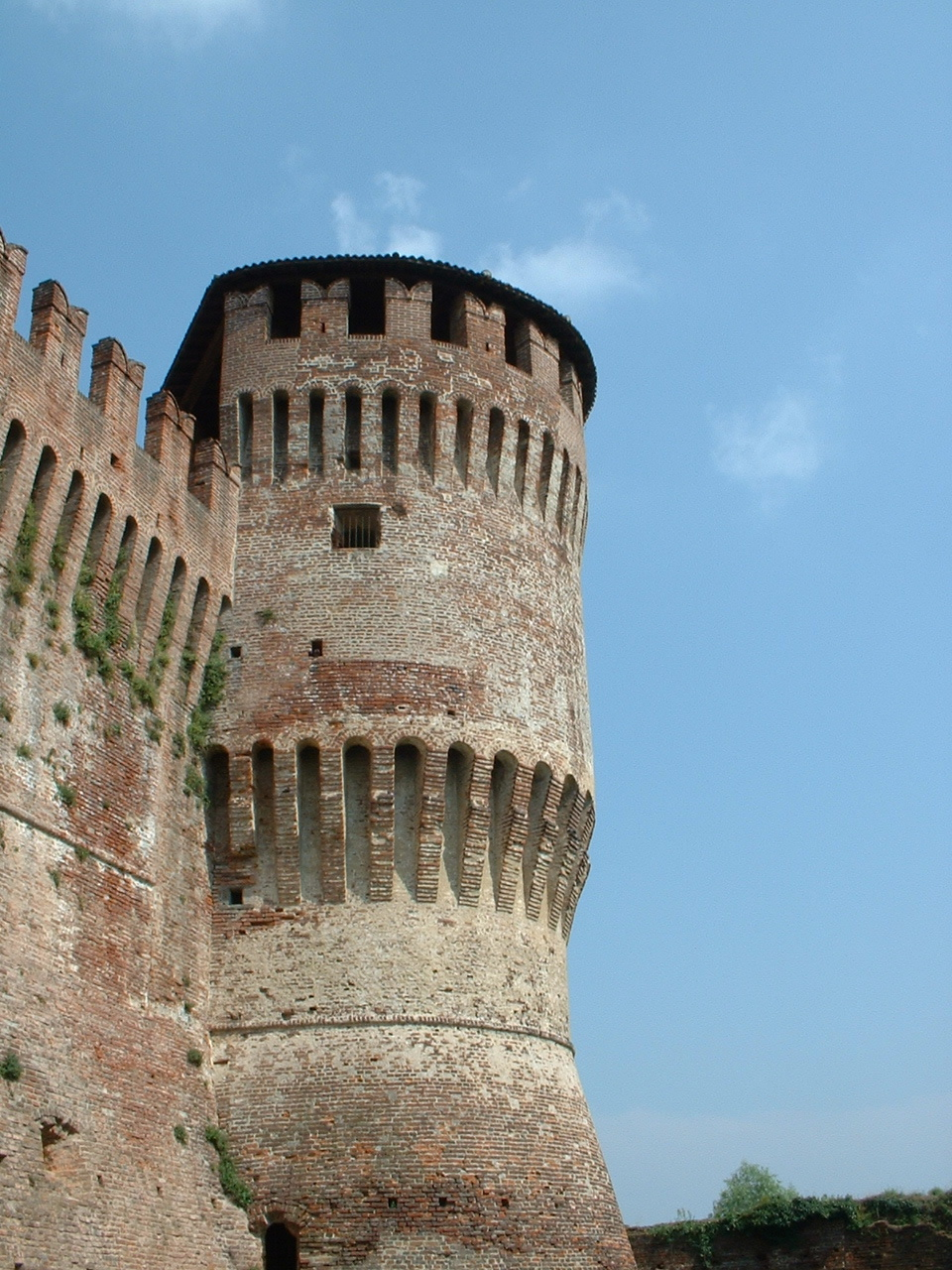
La torre circolare costruita all'epoca di Francesco Sforza

La rocca attuale si trova nel luogo dove, già nel XII secolo, esisteva un precedente edificio fortificato.
Nel quindicesimo secolo il territorio di Soncino fu soprattutto esposto a continui tumulti di guerra, a causa della rivalità tra il Ducato di Milano e la Serenissima Repubblica Veneta.
Con la pace di Lodi del 1454 si stabilirono definitivamente i confini tra la Repubblica di Venezia e il Ducato di Milano, e Soncino con la vecchia Rocca passarono sotto la dominazione sforzesca.
Nel 1460 Francesco Sforza fece rafforzare le mura attorno al castello e la Rocca stessa, che fu oggetto di richiesta di costruzione nel 1468 da parte dei soncinesi, che espressero il loro desiderio con una lettera indirizzata al duca. Quest'ultimo preferì tuttavia erigervi solamente un nuovo torrione dalla caratteristica forma circolare. Opere significative di manutenzione furono poi intraprese dal 1471 per opera di Benedetto Ferrini  e Danese Maineri, ingegneri responsabili delle fortezze di Soncino e Romanengo,  che dal 1473 iniziarono anche i lavori per la costruzione della nuova Rocca, sotto la direzione di Bartolomeo Gadio. I lavori furono molto rapidi: la prima guarnigione fece ingresso nella Rocca già sei mesi dopo l'avvio del cantiere, che fu completato nel giro di un paio d'anni dall'inizio dei lavori.
Dal 1499 la Rocca passò ai veneziani ai quali rimase sino al 1509 per poi essere trasferita ai francesi e nuovamente agli Sforza. Dal 1535, il Ducato di Milano divenne territorio spagnolo.

### Il passaggio ai Marchesi Stampa
Nel 1536 l'imperatore Carlo V d'Asburgo elevò Soncino a marchesato e lo passò in feudo alla famiglia milanese degli Stampa che lo trasformarono nei secoli successivi sempre più in una dimora. Si realizzarono nuove costruzioni a due piani a ridosso dei muri della corte, oggi utilizzate per esposizioni temporanee.
Fu sotto gli Stampa che furono chiamati valenti pittori quali Bernardino e Aurelio Gatti e Vincenzo Campi per decorare alcune sale interne del castello, oltre alla cappella che vi fu eretta.
La Rocca fu danneggiata dagli spagnoli del conte Fuentes nel 1601.
Nel 1707 il fortilizio con l'intera giurisdizione di Milano passarono agli austriaci.
Nel 1876 Massimiliano Cesare Stampa, ultimo marchese di Soncino, morì trasmettendo il castello al comune per testamento.  La donazione non entusiasmò i soncinesi, a eccezione del conte di Bardone, Francesco Galantino, cultore di storia patria e locale.

## La struttura

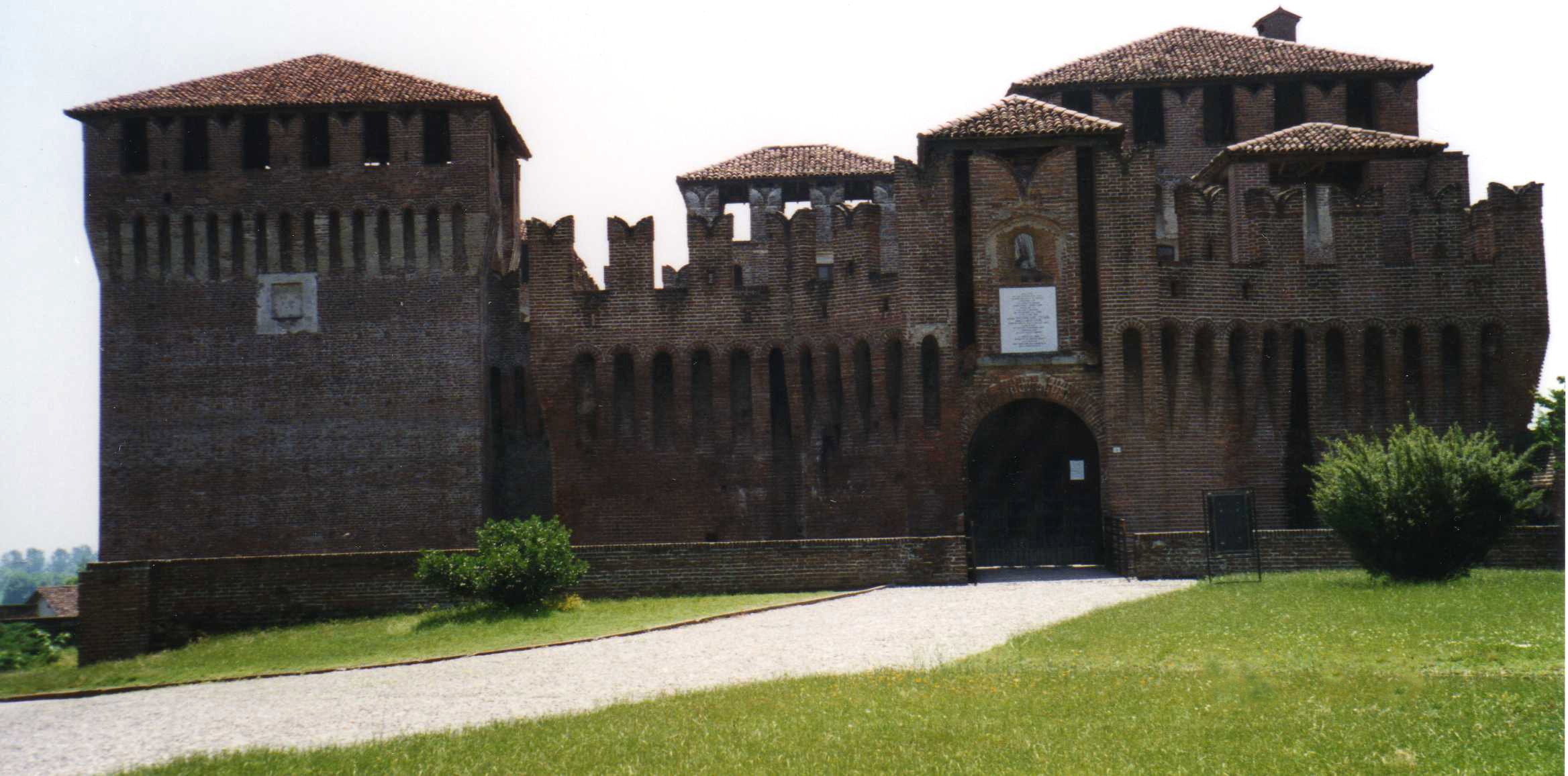
L'ingresso col ponte levatoio della fortezza

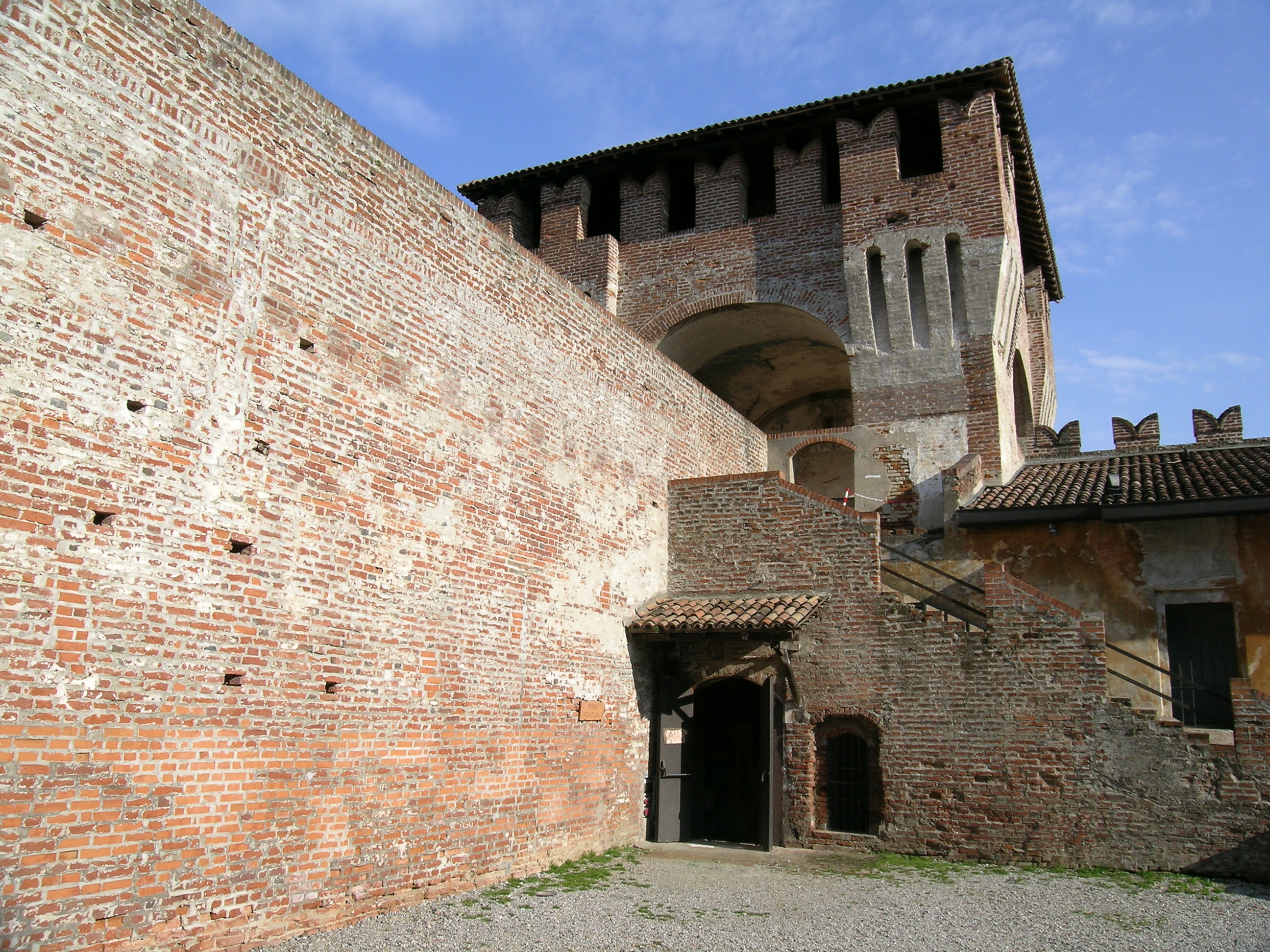
Il cortile interno del castello

Il castello di Soncino è posto in posizione strategica nei pressi dell'abitato e del fiume Oglio, anche se i quattro secoli nei quali è stato usato perlopiù come abitazione l'hanno di molto armonizzato a partire dal suo ingresso che dall'Ottocento si trova inserito in una piazza (oggi via Enea Ferrari).

### Descrizione
La Rocca di Soncino è l'esempio che meglio rappresenta l'idea sforzesca del castello medievale; si collega alla cinta muraria della città, e fu costruita completamente in laterizi: la muratura, quella delle torri in particolare, si presenta compatta e di grande regolarità e solidità di costruzione e fu innalzata senza l'impiego di ponti esterni.
I beccatelli sono tutti realizzati in mattoni sostenuti da mensole in pietra e mostrano una migliore resistenza nel tempo rispetto a quelli in legno comunemente utilizzati nei castelli edificati nel XV secolo.
Il complesso è formato da due recinti quadrangolari, il più grande costituito da quattro torri collegate tra loro da muri massicci; il minore chiuso da cortine verso tre soli lati, poiché il quarto, si trova accanto al lato nord del recinto maggiore, nel quale si apre la porta d'ingresso.
Il recinto minore forma il grande rivellino, tipico elemento difensivo quattrocentesco che assume nella Rocca di Soncino una speciale importanza: per le sue enormi dimensioni può essere considerato quasi un elemento difensivo che assume in sé l'aspetto di un fortilizio, posto a difesa dell'accesso al castello e con essa unito tramite ponte levatoio e passatoia, che in caso di conquista o attacco, poteva essere facilmente isolato alzando i due ponti. Due difese uniscono il rivellino alla Rocca, al fine di porre la porta di accesso al grande recinto al sicuro dagli attacchi esterni.
Superando il rivellino, si è di fronte alla porta d'ingresso che presenta due accessi, quello dei pedoni e quello dei cavalieri. La costruzione della porta termina superiormente con merlatura, senza caditoie unica eccezione in tutta la struttura.
L'ingresso al cortile è sormontato da una piccola torre costituita da un locale: era la camera di guardia all'entrata. Nella corte interna quadrangolare, che un tempo fungeva da disimpegno per i diversi movimenti delle truppe, è stato ricostruito il pozzo principale e rimesso in luce l'accesso ai sotterranei.
Ciascuna delle torri presenta rivolta verso la corte una piccola porta d'accesso, mentre la torre rotonda, che non si affaccia verso la corte, ha la porticina d'entrata all'angolo della cinta muraria.
Una torre era destinata a residenza del castellano e si presentava come ultimo baluardo di difesa, dal momento che poteva essere asserragliata verso gli spalti nel caso di attacco nemico. Al pian terreno una camera rettangolare è coperta da volta appoggiata sopra lunette; vi è un ampio camino a cappa esterna piramidale. Una scala conduce al piano superiore, e come nelle altre torri rettangolari, è incavata nello spessore dei muri interni ricevendo luce da finestrelle. Al primo piano, un ambiente era affrescato a stemmi, con fasce e ornati rossi su sfondo giallo sotto le lunette. Nell'angolo vi è un'apertura che mette a una piccola latrina, incavata nello spessore del muro e illuminata da una minuscola feritoia. Una scaletta conduce al piano della merlatura ghibellina. Le travi portanti che formano l'intelaiatura del tetto poggiano sui merli e sono sostenuti anche da pilastri che s'innalzano in corrispondenza del bordo interno dei muri della torre come notato e descritto anche dall'architetto Luca Beltrami.
Mediante la scala che comincia vicino al pozzo, si arriva al piano interrato. Dal sotterraneo si giunge a un'uscita segreta, la quale comunicava con un piccolo ponte attraversante il fossato che permetteva la fuga verso la campagna.
Due torri (nord-est; sud-est) sono perfettamente uguali tra loro, presentano al piano terreno una sala con volta a lunette. La camera superiore è coperta da volta a crociera, sostenuta da archi ellittici. Ognuna delle torri rettangolari ha due piani di sotterranei contenuti nel basamento a scarpa corrispondente all'altezza del fossato.
La torre rotonda, l'unico elemento aggiornato in termini di architettura difensiva dell'intero complesso, sopra il piano dello spalto s'innalza cilindrica, ma solo verso l'esterno, presentando invece verso l'interno un angolo rientrante. A pian terreno un piccolo vano, al primo livello una stanza rotonda con due aperture, le quali servivano a posizionare due bombarde, l'una a difesa del ponte verso la campagna, l'altra a protezione del lato verso il borgo. Una scala conduce al piano della merlatura. Nel centro s'innalza un pilastro cilindrico, nel quale si apre una piccola porta che consente l'accesso a una scaletta a chiocciola mediante la quale si arriva alla sommità del tetto conico della torre: questa specie di belfredo (o battifredo), una torretta con funzione di avvistamento, che permetteva di controllare la campagna, aveva allo stesso tempo il compito di sostenere il tetto della torre. Sotto la torre si trova un solo sotterraneo, costituito da una camera circolare coperta da una volta a forma quasi d'imbuto.
La torre rotonda è stata realizzata sullo spigolo più esposto verso la campagna, ed essendo soggetta a maggior offesa presenta opportunamente base circolare per renderla impossibile da scalare, tuttavia è poco resistente ai colpi di cannone perché il suo maggior peso è concentrato nella parte più alta, quella più vulnerabile. Sulla muratura esterna, in una nicchia sotto il più alto giro di beccatelli, si può scorgere una statua in terracotta del XV secolo raffigurante la Madonna col Bambino: il Bambino fu decapitato dallo scoppio di un proiettile d'artiglieria ai tempi della dominazione napoleonica.
Dai primi anni settanta del Novecento, la Rocca è valorizzata da una installazione luminosa che ne mette in risalto i dettagli architettonici e strutturali.

## Il fossato
Un ampio e profondo fossato circonda tutto il perimetro esterno della Rocca, separando i due recinti. Il fossato è diviso in tre settori ben distinti: il primo era permanentemente inondato, alimentato dalla roggia Bina, che nel XVIII secolo fu sostituita dal Naviglio Pallavicino e terminava alla chiusa, poco prima della torre rotonda. Una seconda zona che poteva essere allagata all'occorrenza, in caso di attacco o assedio, partiva dalla chiusa e terminava in prossimità della torre di sud-est. Una terza parte, rimaneva sempre asciutta poiché su quei lati la Rocca si trovava inglobata all'interno delle mura.

## Le decorazioni
Gli Stampa trasformarono la camera superiore della torre di sud-est in cappella; nel XVI secolo incaricarono il pittore cremonese Vincenzo Campi di realizzare la pala d'altare, oggi perduta, con soggetto la Deposizione di Cristo. Nel vano a livello degli spalti vi sono tracce di affreschi. Il più antico di questi, ormai poco leggibile, rappresenta una Madonna col Bambino: si tratta di un ex voto delle truppe stanziate nella Rocca alla fine del XV secolo. Il secondo strato d'intonaco rivela invece un Leone di San Marco, riferibile al secondo breve periodo della dominazione veneta (1499-1509). La terza e più recente superficie è invece dell'ultima età sforzesca: sulla parete orientale è raffigurato un grande stemma, di autore ignoto, fiancheggiato dai tizzoni accesi cui sono appese le secchie, che illustra il motto "Accendo e spengo" riferito alle imprese di Francesco Sforza e ha diverse interpretazioni come: se vuoi la pace devi essere pronto alla guerra oppure come: l'acqua spegne il fuoco ossia la pace spegne la guerra che fu il motto di Galeazzo Visconti; ai lati, ripetuta in controparte, l'altra gesta duchesca della mano nell'atto di sciogliere un levriero dalla catena cui è legato all'albero. L'impresa significava la libertà che fu portata al Ducato di Milano dagli Sforza. L'emblema sforzesco fu concesso anche agli Stampa a partire dal 1536. La volta della torre è decorata con un motivo a pergolato, che ricorda la Sala delle Asse di Leonardo da Vinci nel Castello Sforzesco di Milano e la decorazione della volta della chiesa di Santa Maria delle Grazie di Soncino.
Il corpo di fabbrica addossato al muro meridionale presenta sulle pareti tracce di stemmi sforzeschi e in una nicchia s'intravede un affresco quattrocentesco raffigurante la Crocifissione. Il muro occidentale era la parete di fondo dell'originaria cappella e l'affresco doveva avere funzione di pala d'altare. A metà del XVI secolo la cappella fu demolita.
Furono impiegati i pittori Bernardino Gatti, detto il Sojaro, e il figlio Aurelio Gatti che dipinsero alcune sale. Purtroppo oggi non restano che poche tracce della decorazione pittorica della Rocca, quasi completamente svanite.

## Restauri
Dopo l'epoca napoleonica, il fortilizio aveva subito un ulteriore e progressivo degrado strutturale: i sotterranei adibiti a cantine, i cortili a deposito di legname, un angolo a ghiacciaia, alcuni locali a stalla, i fossati e il giardino ridotti a ortaglia, le aie piantumate a gelseto e usate come sede per sgranatura, vagliatura ed essiccazione di cereali. Mensilmente si teneva anche il mercato del bestiame. Di fronte a tanto abbandono e scempio, che il Comune aveva consentito, il conte Francesco Galantino inviò un ordine del giorno, l'11 dicembre 1882, ai consiglieri comunali per dibattere il problema.
Nel 1883 il comune commissionò a Luca Beltrami di eseguire il rilievo del castello, che richiedeva qualche intervento urgente di riparazione a causa del pessimo stato in cui versava. Attenti studi monografici fornirono le premesse per i restauri, iniziati nel 1886 interrotti per qualche anno, a causa dell'esaurimento dei fondi, poi ripresi e conclusi nel 1895. Durante i lavori operarono muratori locali, soresinesi e bresciani. Luca Beltrami ebbe soprattutto il merito di riportare il fortilizio a quell' immagine architettonica originaria che le aggiunte e il degrado dei secoli avevano pesantemente rovinato e alterato. Una lapide posizionata sopra la porta del rivellino ne rende testimonianza.
Nel 1912 fu eseguito il rifacimento "del ponte difeso o ponte di soccorso" che collega il rivellino con la campagna. Nel 1957 la porta del rivellino, che conduce verso la campagna, fu dotata di ponte levatoio, progettato dal pittore Enea Ferrari e realizzato dagli allievi della Scuola di Artigianato e d'Arte che aveva sede nella Rocca. Il manufatto rispetta il modello medievale.
Nel 1973 furono sistemati e ricostruiti il portone d'ingresso e il ponte levatoio. Nuove opere di riattamento, affidati agli architetti Antonio Feranda e Gianni Perbellini, furono eseguiti nel biennio 1976-77 e consisterono nel rifacimento di tre ponti di legno, del fronte interno del rivellino, della cortina meridionale e di alcuni beccatelli sulla facciata.
La disparità della lavorazione dell'ammattonato ebbe come conseguenza la fragilità di alcuni rifacimenti che furono soggetti a infiltrazioni, scollature e crolli nel fossato; per questo motivo nel 1985, su progetto dell'architetto Annibale Ferrari, fu eseguito il consolidamento delle torri gemelle, e dello spalto che cadde nella notte di ferragosto del 1961.
I restauri riguardanti gli affreschi della torre sud-est ebbero inizio nell'aprile 2017. I restauratori rilevarono che le pareti sono in affresco e le volte in tempera. Gli intonaci della volta sono risultati quasi tutti staccati essendo più deboli e sensibili rispetto agli affreschi. Sono stati inoltre ricostruiti alcuni mattoni particolarmente danneggiati. Nella primavera del 2018, furono riparati il portone d'entrata e la lanterna posta all'ingresso del rivellino.
Il Comune di Soncino finanzia anche l'importante monitoraggio continuo delle fessurazioni della torre cilindrica.

## Impiego odierno
La Rocca è visitabile e funge da museo di se stessa, da contenitore per mostre d'arte temporanee di artisti di fama nazionale o locale. In due sale trova collocazione il Museo permanente del Combattente, allestito dalla sezione locale Combattenti e Reduci, e in un'altra sala il Museo Archeologico locale.

## Set cinematografico e eventi
La Rocca fu impiegata come set per alcune scene di film e sceneggiati televisivi: Marco Visconti (1975), regia di Anton Giulio Majano; Camilla (1976), regia di Sandro Bolchi; Ladyhawke (1985), regia di Richard Donner; Il Mestiere delle armi (2001), regia di Ermanno Olmi.
Dal 2008, ogni 25 aprile, si svolge una festa chiamata Soncino Fantasy. Durante questo evento, in collaborazione con l'associazione Castrum Soncini, la Rocca viene allestita a tema fantasy medievale, con attori in costume, bancarelle e attività per bambini.
Il primo weekend di ottobre si svolge Soncino Medievale. Durante questo evento confraternite di rievocazione medievale del XIII secolo in costume vengono invitate per esibirsi in battaglie storiche.
Negli ultimi anni, in occasione di Halloween, l'Associazione "Castum Soncini", in collaborazione con la "Cooperativa Il Borgo", realizza la manifestazione chiamata "Halloween in Rocca" con esibizioni di magia, giocoleria, spettacoli col fuoco, animazioni suggestive e trucchi per i più piccoli.